# Явірник (потік)
Явірник (пол. Jawornik) — гірська річка в Україні, у межах Надвірнянського районі і Яремчанської міської ради Івано-Франківської області на Гуцульщині. Лівий доплив Женця, (басейн Дунаю).

## Опис
Довжина річки 2 км, найкоротша відстань між витоком і гирлом — 1,48  км, коефіцієнт звивистості потоку — 1,35 . Потік тече у гірському масиві Ґорґани (зовнішня смуга Українських Карпат).

## Розташування
Бере початок на південних схилах хребта Явірник (1467 м) (пол. Jawornik). Тече переважно на південний захід і впадає у річку Женець, ліву притоку Пруту.

## Цікавий факт
- У верхів'ї потоку неподалік розташована Полонина Явірник[4].
- У пригирловій частині потоку розташований водоспад Явірник (6 м).